# Verwaltungsgemeinschaft Kranichfeld
Die Verwaltungsgemeinschaft Kranichfeld ist ein Zusammenschluss der Stadt Kranichfeld und fünf Gemeinden im Landkreis Weimarer Land in Thüringen, Deutschland. Ihr Verwaltungssitz ist die namensgebende Stadt Kranichfeld.
In der Verwaltungsgemeinschaft leben ca. 6200 Einwohner auf einer Fläche von 68,05 km². Sie liegt im äußersten Südwesten des Kreisgebiets und grenzt im Nordwesten an die Landeshauptstadt Erfurt, im Westen an den Ilm-Kreis und im Süden an den Landkreis Saalfeld-Rudolstadt.
Vorsitzender der Verwaltungsgemeinschaft ist Fred Menge.

## Die Gemeinden
- Hohenfelden
- Klettbach
- Kranichfeld, Stadt
- Nauendorf
- Rittersdorf
- Tonndorf

## Geschichte
Die Verwaltungsgemeinschaft wurde am 1. Januar 1992 gegründet.